# Perihelion
Perihelion (полное название: Perihelion Live in Florida) — концертный альбом, DVD британской группы Deep Purple, вышедший в августе 2002 году.

## Об альбоме
Концерт, выпущенный в формате DVD, записан 5 июня 2001 года в Sunrise Theater, Флорида, США. Выпущен в 2002 году. DVD содержит также интервью с музыкантами и их съёмки вне сцены.

## Список композиций
Авторы песен: Ричи Блэкмор, Иэн Гиллан, Роджер Гловер, Джон Лорд, Иэн Пейс; кроме отмеченного
1. Woman from Tokyo
2. Ted the Mechanic (Гиллан, Морс, Гловер, Лорд, Пейс)
3. Mary Long
4. Lazy
5. No One Came
6. Sometimes I Feel Like Screaming (Гиллан, Морс, Гловер, Лорд, Пейс)
7. Fools
8. Perfect Strangers (Блэкмор, Гиллан, Гловер)
9. Hey Cisco (Гиллан, Морс, Гловер, Лорд, Пейс)
10. When a Blind Man Cries
11. Smoke on the Water
12. Speed King
13. Hush (Джо Саут)
14. Highway Star

## Участники записи
- Иэн Гиллан — вокал
- Джон Лорд — клавишные инструменты
- Роджер Гловер — бас-гитара
- Иэн Пейс — барабаны
- Стив Морс — гитара